# 山北村 (熊本県)
山北村（やまきたむら）は、熊本県の北部、玉名郡にかつてあった村。

## 歴史
- 1889年4月1日 - 玉名郡上白木村、二俣村、白木村、西安寺村、原倉村が合併し成立。
- 1955年3月1日 - 玉名郡木葉村と合併し、玉東村となる。